# Ponciano Corral Acosta
Ponciano Corral Acosta (Bluefields, 1805 - Granada, 1855) fue un militar y político nicaragüense que actuó como 3.º Presidente de Nicaragua (de facto) entre el 12 de marzo y el 10 de abril de 1855 tras la muerte por enfermedad de Fruto Chamorro Pérez, quien desde el 1 de junio de 1854 había delegado la Presidencia en José María Estrada en su carácter de Diputado Presidente de la Asamblea Constituyente del Estado.
A Corral y a Estrada Reyes se debe la visión de convertir la guerra civil nicaragüense de 1854-1855, en Guerra Nacional contra el filibusterismo, la cual Corral alertó con su muerte ante el pelotón de fusilamiento a instancias de William Walker.
Según una descripción, Corral era descrito así:
"alto, flaco, pelo murruco, con un físico bastante agradable".

## Vida política
Inició su carrera gubernamental como escribiente, luego fue diputado en la Asamblea Legislativa del Estado en 1837.
En 1846 durante la administración del Director Supremo José León Sandoval, siendo Prefecto de Granada y con el grado de Coronel fue enviado a luchar, en apoyo del General Jose Trinidad Muñoz, hasta el aplastamiento de la sedición del General José María Valle (a) "Chelón".
Siendo senador fue Presidente de la Asamblea Legislativa del Estado en 1848.
En 1851 fue Ministro en el gobierno del Supremo Director José Laureano Pineda.
El 15 de septiembre de 1854, durante la guerra civil (1854-1855) derrotó a los democráticos (liberales) en una goleta cerca de la isla Zapatera en el Gran Lago de Nicaragua.
Su aspiración era obtener la Presidencia de la Nación, pero su candidatura pudo haber sido desestimada -debido a sus limitados recursos económicos- en favor de Fruto Chamorro Pérez.

## Guerra civil 1854-1855
Cuando William Walker llega a Nicaragua, desembarco en el puerto de El Realejo. En su primer encuentro, en León, con Francisco Castellón Sanabria, Director Supremo en rebelión, le dijo que atacaría la ciudad de Rivas, ante la presencia del General Jose Trinidad Muñoz, General en Jefe del ejército democrático, quien desestima tal acción pues está claro que no hay tal empate militar como lo afirmaba la propaganda democrática.

### Primera batalla de Rivas
Walker es derrotado en la primera batalla de Rivas el 29 de junio de 1855 y se regresa a El Realejo. Las tropas legitimistas acantonadas en Rivas fueron alertadas del ataque de Walker mediante un aviso enviado por Mr. Thomas Manning al General Corral.

### Walker toma Granada
El General Muñoz, mediante la mediación de Mr. Thomas Manning, vicecónsul inglés en la ciudad de León, entabla negociaciones de paz con el General Corral, General en Jefe del ejército legitimista, pero el asesinato del General Muñoz, el 18 de agosto de 1855, le despeja el camino a Walker quien sale el 23 de agosto nuevamente hacia Rivas, pero en vez de atacar Rivas, se toma los vapores de la Compañía del Tránsito en el puerto lacustre de La Virgen y navega hacia Granada tomándola sin combate al amanecer del 13 de octubre.
Con la caída de la ciudad de Granada, Corral marcha de Rivas con su ejército a atacar y recuperar Granada. A medio camino recibe propuesta de Walker por medio Mr. Wheeler, Ministro norteamericano, ofreciéndole firmar un Acuerdo de Paz por medio del cual Corral sería nombrado Director Supremo provisional y Walker como General en Jefe del Ejército, pero Corral la rechaza indignado.
Corral no ataca Granada y llega a Masaya a reunirse con Estrada, Martínez y el resto de los líderes legitimistas.
Sin embargo, a raíz del ametrallamiento de inocentes pasajeros estadounidenses tomados por filibusteros, en represalia Walker ordenó el fusilamiento de don Mateo Mayorga (el 22 de octubre de 1855) 
quien era miembro prominente del gabinete de Estrada en un acto frío y calculado para forzar a Corral a rendirse.

## Pacto de Corral con Walker
Portador de un poder omnímodo otorgado por el presidente provisional José María Estrada para negociar la paz con Walker, Corral llegó a Granada el 23 de octubre y para evitar más derramamiento de sangre, Corral se vio obligado a firmar el acuerdo, tal y como lo propuso Walker.
De este pacto, firmado el 23 de octubre de 1855, se expulsó a Estrada de la Presidencia y surgió como Presidente Provisorio Patricio Rivas, Corral como Ministro de la Guerra y Walker como General en Jefe del Ejército, compuesto por la Falange Americana (filibusteros esclavistas del sur y cubanos), legitimistas entreguistas y democráticos.

## Fusilamiento de Corral
No obstante, Corral se percató que al firmar dicho acuerdo, lo que ha hecho es entregar el poder de la nación en manos del filibustero Walker y los democráticos. En consecuencia, el 1 de noviembre decidió redactar tres cartas dirigidas al General Tomás Martínez Guerrero a la sazón en Managua, y otras remitidas a Tegucigalpa para Pedro Xatruch y Ana Arvizu, amiga del General José Santos Guardiola, Presidente de Honduras, pidiendo la intervención armada de Guatemala y Honduras. Las misivas cayeron en manos del General José María Valle alias "El Chelón", aliado oportunista de Walker, a quien las entrega. Al saber su contenido, Corral fue considerado traidor. por Walker quien ordena su captura y enjuiciamiento en un consejo de guerra en el que Walker convoca al tribunal, nombra a sus miembros, presenta la acusación, testifica ante el Tribunal, confirma la sentencia de muerte, nombra al verdugo y señala la hora y el lugar de la ejecución por fusilamiento.
A pesar de los ruegos de clemencia por parte de su familia, fue fusilado en Granada: 

Corral, caído sobre el reducto del patíbulo consternó a la muchedumbre. El padre Vigil no quería dejarlo ni un solo momento...las inditas del tiangue estaban entristecidas, la gente en general no hallaba qué hacer...de pronto doña Fernanda Selva, esposa del general Fernando Guzmán, a la cabeza de unas mujeres se echaron sobre el cadáver de Corral, y con unas tijeras comenzaron a cortarle gajos de pelo...Los pañuelos de los admiradores de Corral se enrojecieron con la sangre. La familia pidió el cadáver y se lo entregaron.... Así terminó sus días el malogrado Corral. No se sabe ni dónde reposa el polvo, resto de lo que fue aquel ser excepcional tan discutido...

Su muerte causó profundo pesar en la ciudad al tratarse de un héroe local.